# Tomara tigrinella
Tomara tigrinella är en fjärilsart som beskrevs av Walker 1864. Tomara tigrinella ingår i släktet Tomara och familjen äkta malar.
Artens utbredningsområde är Sarawak. Inga underarter finns listade i Catalogue of Life.